# Maison Ketoure
La maison Ketouré est une ancienne maison coloniale construite à Grand-Bassam en 1920, dans le vieux quartier France.

## Historique
Plusieurs maisons du quartier France portent le nom de Maison Kétouré, du nom de  Mamadou Ketouré, un riche commerçant français d'origine guinéenne établi à Grand-Bassam.
La plus connue se trouve à droit de l'ancien hôtel Atlantic, en face de l'océan, dans la rue du commandant Bouët au sud-ouest de la zone commerciale.
Cette maison se trouve aujourd'hui à l'intérieur du site de la « Ville historique de Grand-Bassam », protégé au titre du patrimoine mondial de l'Unesco et qualifiée de bien du patrimoine remarquable.
Il existe au moins une seconde maison Kétouré près de la place Assad-Mansour.

## Architecture
Cette maison, qui est une des maisons Ketouré, est le type de maison du commerçant avec son plan oblong et sa galerie véranda sur deux étages côtés rue. La maison est construite en béton armé et la galerie de la véranda de l’étage est surmontée d’arcades cintrées avec un garde-corps plein.
Le bâtiment, à usage commercial, est caractérisé par de grands toits en pente débordante pour lutter contre les effets des pluies fréquentes et violentes.
Le premier niveau est surélevé pour arrêter la remontée de l’humidité du sol tandis que des galeries construites le long des façades protègent du soleil. De nombreuses ouvertures et des menuiseries persiennes permettent de garantir une bonne ventilation des locaux. Le plan en damier, d’orientation nord-sud, permet de fournir une aération qui dispense d'un système de climatisation.